# Pawlików Wierch
Der Pawlików Wierch ist ein Berg in den polnischen Pogórze Spiskie, einem Gebirgszug der Pogórze Spisko-Gubałowskie, mit 1016  Metern Höhe über Normalnull. 

## Lage und Umgebung
Der Pawlików Wierch liegt im Hauptkamm der Pogórze Spiskie. Südöstlich des Gipfels liegt der Gebirgsbach Łapszanka.

## Tourismus
Der Gipfel ist von allen umliegenden Ortschaften leicht auf markierten Wanderwegen erreichbar. Er liegt außerhalb des Tatra-Nationalparks. 

### Wanderwege
- ▬ der rot markierte Wanderweg von Bukowina Tatrzańska über Rzepiska und Sarnowska Grapa auf den Gipfel und weiter nach Łapsze Wyżne.